# Phineas y Ferb (banda sonora)
Phineas y Ferb es el primer álbum de banda sonora de la serie de televisión del mismo nombre, que fue lanzado el 22 de septiembre de 2009 en los Estados Unidos por Disney Channel Records, Walt Disney Records y Hollywood Records. El álbum contiene 26 canciones de la primera temporada. También incluye la pista extra «The F-Games», que solo está disponible en línea.
Hasta el 6 de marzo de 2010, la banda sonora había vendido aproximadamente 122.600 copias en Estados Unidos.

## Antecedentes
Todos los artistas de la banda sonora trabajan en Phineas y Ferb a excepción de Bowling for Soup que realiza la introducción de la serie. Muchas de las canciones son como el desempeño de ellos en la serie. La canción "Gitchee Gitchee Goo", interpretada en USA por Vincent Martella y Ashley Tisdale que aparece en el episodio Super Estrellas (Temporada 1, Episodio 4B), también se incluyó en el álbum de 2009 Disney Channel Playlist.

### Lanzamiento
El primer informe sobre el CD se dio a conocer el 10 de febrero de 2009, la cual decía que este se lanzaría a la venta el 4 de agosto del mismo año. El 26 de junio de 2009, la fecha de lanzamiento fue cambiada al 22 de septiembre de 2009. Más tarde, esto ha sido confirmado en el sitio web oficial. La banda sonora fue lanzada en el Reino Unido el 10 de octubre de 2009 vía EMI Music. Más tarde, la banda sonora fue traducida al español para ser lanzada el 17 de julio de 2010 en Latinoamérica y para España tuvo qué esperar 2 años más para qué saliera el CD vía Walt Disney Records.

## Lista de canciones
| N.º   | Título                                   | Performer(s)                                                   | Duración |  |
| 1.    | «Today is Gonna Be a Great Day»          | Bowling for Soup                                               | 3:01     |  |
| 2.    | «Gitchee Gitchee Goo»                    | Vincent Martella, Ashley Tisdale, Laura Dickinson, Danny Jacob | 1:58     |  |
| 3.    | «Backyard Beach»                         | Danny Jacob                                                    | 0:47     |  |
| 4.    | «Busted»                                 | Ashley Tisdale, Olivia Olson                                   | 1:38     |  |
| 5.    | «Perry the Platypus Theme»               | Randy Crenshaw, Laura Dickinson, Danny Jacob                   | 0:47     |  |
| 6.    | «S.I.M.P. (Squirrels in My Pants)»       | Robbie Wyckoff, Danny Jacob, Ashley Tisdale                    | 1:34     |  |
| 7.    | «I'm Lindana and I Wanna Have Fun»       | Olivia Olson                                                   | 0:51     |  |
| 8.    | «My Nemesis»                             | Danny Jacob                                                    | 1:02     |  |
| 9.    | «My Goody Two-Shoes Brother»             | Dan Povenmire                                                  | 1:15     |  |
| 10.   | «Disco Miniature Golfing Queen»          | Laura Dickinson and Danny Jacob                                | 1:15     |  |
| 11.   | «My Undead Mummy and Me»                 | Danny Jacob                                                    | 1:06     |  |
| 12.   | «I Love You Mom»                         | Ashley Tisdale                                                 | 1:03     |  |
| 13.   | «Ready for the Bettys»                   | Olivia Olson                                                   | 1:01     |  |
| 14.   | «When We Didn't Get Along»               | Danny Jacob                                                    | 1:40     |  |
| 15.   | «He's a Bully»                           | Robbie Wyckoff                                                 | 1:12     |  |
| 16.   | «Truck Drivin' Girl»                     | Danny Jacob                                                    | 1:15     |  |
| 17.   | «Do Nothing Day»                         | Mitchel Musso, Ashley Tisdale                                  | 1:39     |  |
| 18.   | «E.V.I.L. B.O.Y.S.»                      | Dan Povenmire                                                  | 1:51     |  |
| 19.   | «Fabulous»                               | Carlos Alazraqui, Vincent Martella                             | 1:29     |  |
| 20.   | «Little Brothers»                        | Laura Dickinson (with Danny Jacob)                             | 1:15     |  |
| 21.   | «Let's Take a Rocketship to Space»       | Danny Jacob                                                    | 1:05     |  |
| 22.   | «Queen of Mars»                          | Ashley Tisdale                                                 | 1:22     |  |
| 23.   | «Chains on Me»                           | Dan Povenmire                                                  | 1:33     |  |
| 24.   | «Phinedroids and Ferbots»                | Danny Jacob                                                    | 1:08     |  |
| 25.   | «Ain't Got Rhythm»                       | Steve Zahn, Vincent Martella                                   | 2:16     |  |
| 26.   | «You Snuck Your Way Right into My Heart» | Jaret Reddick                                                  | 2:35     |  |
| 37:37 |                                          |                                                                |          |  |

## Charts
| Chart                            | Peak position |
| -------------------------------- | ------------- |
| Polonia (Polish Albums Chart)    | 6             |
| España (Spanish Albums Chart)    | 4             |
| Estados Unidos U.S Billboard 200 | 59            |

| Year End Chart                | Peak position |
| ----------------------------- | ------------- |
| España (Spanish Albums Chart) | 35            |

| Certifications                | Certification |
| ----------------------------- | ------------- |
| España (Spanish Albums Chart) | Oro           |

## Fechas de lanzamientos
| País               | Fecha                    | Discográfica                                     | Formato | Catálogo |
| ------------------ | ------------------------ | ------------------------------------------------ | ------- | -------- |
| Estados Unidos     | 22 de septiembre de 2009 | Walt Disney Records Hollywood Records            | CD      |          |
| Canadá & Australia | 22 de septiembre de 2009 | Walt Disney Records Hollywood Records            | CD      |          |
| Reino Unido        | 10 de octubre de 2009    | EMI                                              | CD      | 688 5232 |
| Singapur & Malasia | 30 de septiembre de 2009 | Warner Music Singapore Universal Music Singapore | CD/VCD  |          |
| Latinoamérica      | 17 de julio de 2010      | Walt Disney Records Latinoamérica                | CD      |          |
| España             | 1 de febrero de 2012     | Walt Disney Records Spain & Portugal             | CD      |          |